# Champagneux
Pour les articles homonymes, voir Champagneux (homonymie).
Cet article possède des paronymes, voir Champagne et Champagney.
Champagneux est une commune française située dans le département de la Savoie, en région Auvergne-Rhône-Alpes.

## Géographie

### Hydrographie
Champagneux est située sur la rive gauche du Rhône.

### Climat
Pour des articles plus généraux, voir Climat d'Auvergne-Rhône-Alpes et Climat de la Savoie.
En 2010, le climat de la commune est de type climat des marges montargnardes, selon une étude du Centre national de la recherche scientifique s'appuyant sur une série de données couvrant la période 1971-2000. En 2020, Météo-France publie une typologie des climats de la France métropolitaine dans laquelle la commune est exposée à un climat de montagne ou de marges de montagne et est dans la région climatique Alpes du nord, caractérisée par une pluviométrie annuelle de 1 200 à 1 500 mm, irrégulièrement répartie en été.
Pour la période 1971-2000, la température annuelle moyenne est de 10,6 °C, avec une amplitude thermique annuelle de 17,6 °C. Le cumul annuel moyen de précipitations est de 1 351 mm, avec 10,6 jours de précipitations en janvier et 8 jours en juillet. Pour la période 1991-2020, la température moyenne annuelle observée sur la station météorologique de Météo-France la plus proche, « Novalaise », sur la commune de Novalaise à 9 km à vol d'oiseau, est de 10,9 °C et le cumul annuel moyen de précipitations est de 1 443,4 mm,. Pour l'avenir, les paramètres climatiques de la commune estimés pour 2050 selon différents scénarios d'émission de gaz à effet de serre sont consultables sur un site dédié publié par Météo-France en novembre 2022.

## Urbanisme

### Typologie
Au 1er janvier 2024, Champagneux est catégorisée commune rurale à habitat dispersé, selon la nouvelle grille communale de densité à sept niveaux définie par l'Insee en 2022.
Elle est située hors unité urbaine. Par ailleurs la commune fait partie de l'aire d'attraction de Chambéry, dont elle est une commune de la couronne,. Cette aire, qui regroupe 115 communes, est catégorisée dans les aires de 200 000 à moins de 700 000 habitants,.

### Occupation des sols
L'occupation des sols de la commune, telle qu'elle ressort de la base de données européenne d’occupation biophysique des sols Corine Land Cover (CLC), est marquée par l'importance des territoires agricoles (42,3 % en 2018), en diminution par rapport à 1990 (51,9 %). La répartition détaillée en 2018 est la suivante : 
forêts (39,6 %), terres arables (38,3 %), zones urbanisées (8,4 %), eaux continentales (7,7 %), zones agricoles hétérogènes (2,4 %), milieux à végétation arbustive et/ou herbacée (1,9 %), prairies (1,6 %).
L'IGN met par ailleurs à disposition un outil en ligne permettant de comparer l’évolution dans le temps de l’occupation des sols de la commune (ou de territoires à des échelles différentes). Plusieurs époques sont accessibles sous forme de cartes ou photos aériennes : la carte de Cassini (XVIIIe siècle), la carte d'état-major (1820-1866) et la période actuelle (1950 à aujourd'hui).

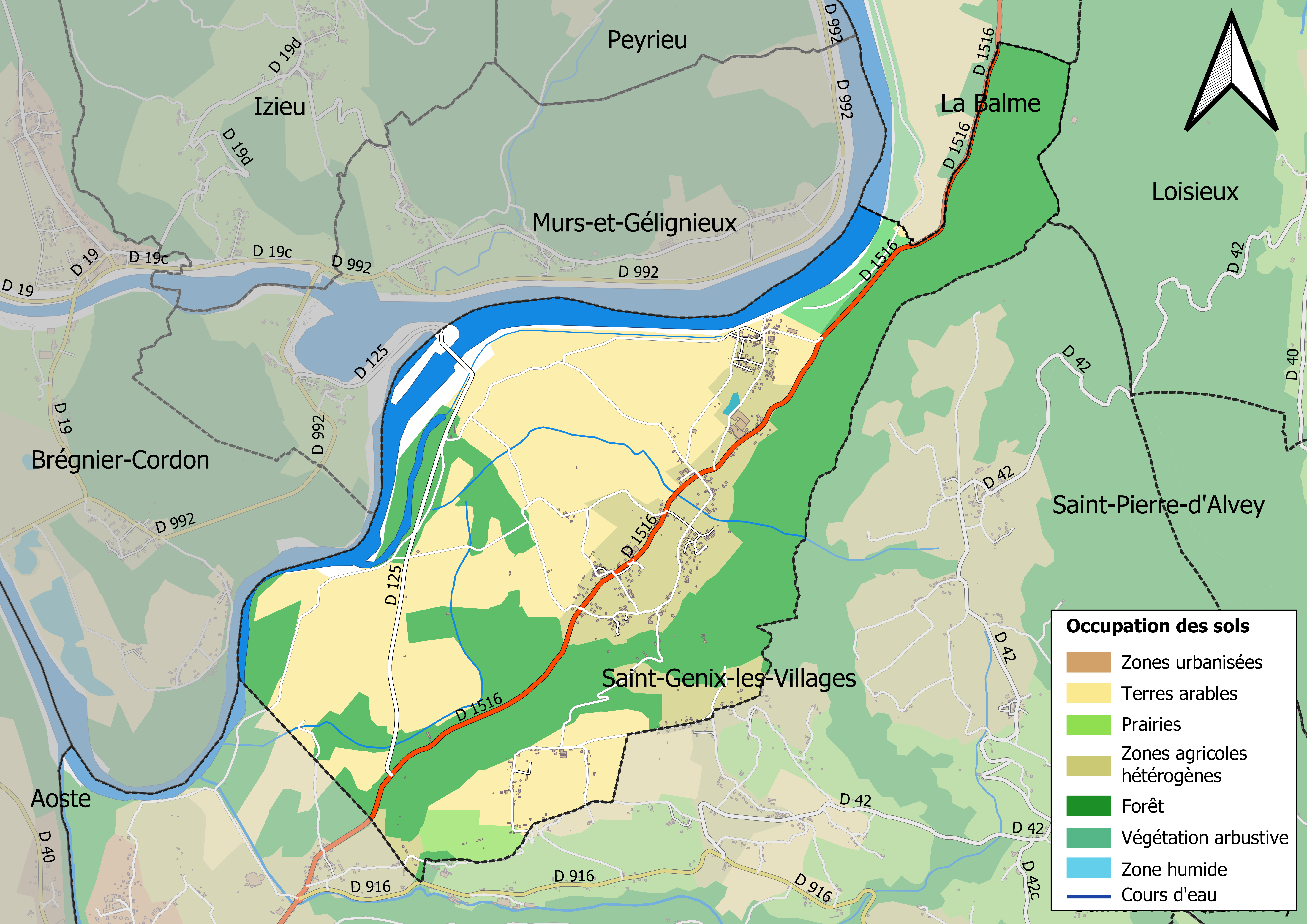
Carte des infrastructures et de l'occupation des sols en 2018 (CLC) de la commune.
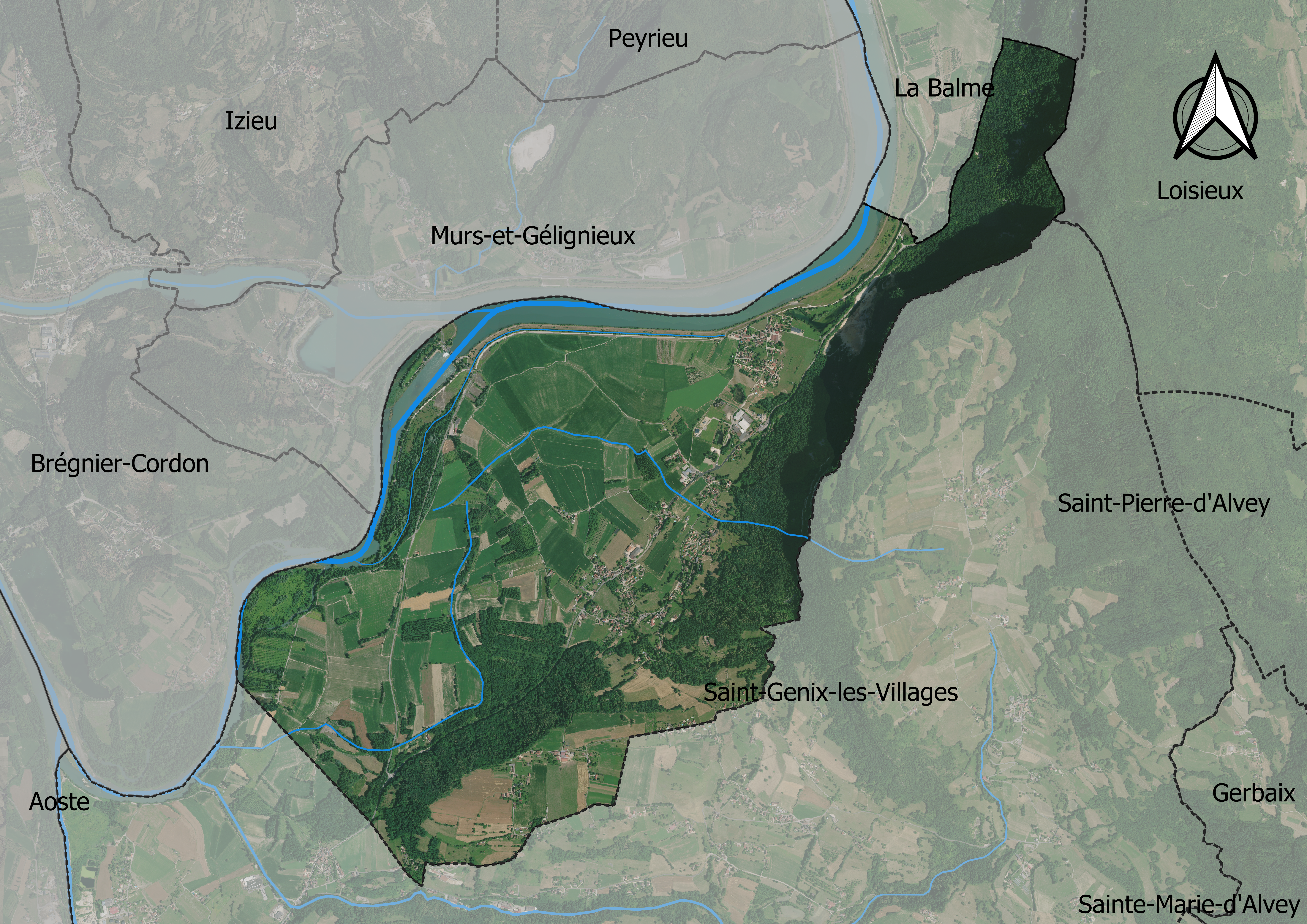
Carte orthophotogrammétrique de la commune.

## Toponymie
En francoprovençal, le nom de la commune s'écrit Shanpanyeû, selon la graphie de Conflans.

## Histoire
Une remarquable épée à poignée pleine en bronze, découverte dans des alluvions du Rhône, datant du XIIIe siècle av. J.-C., témoigne de l'implantation et de l'importance de la civilisation des champs d'urnes dans la région.
Au cours de la période d'occupation du duché de Savoie par les troupes révolutionnaires françaises, à la suite du rattachement de 1792, la commune appartient au canton de Saint-Genix, au sein du département du Mont-Blanc.

## Politique et administration
| Période                                  | Période                  | Identité                 | Étiquette | Qualité |
| ---------------------------------------- | ------------------------ | ------------------------ | --------- | ------- |
| Les données manquantes sont à compléter. |                          |                          |           |         |
| mars 2001                                | mars 2014                | Joseph Trillat-Rabilloud |           |         |
| mars 2014                                | En cours (au avril 2014) | Georges Cagnin           |           |         |

## Démographie
L'évolution du nombre d'habitants est connue à travers les recensements de la population effectués dans la commune depuis 1793. Pour les communes de moins de 10 000 habitants, une enquête de recensement portant sur toute la population est réalisée tous les cinq ans, les populations de référence des années intermédiaires étant quant à elles estimées par interpolation ou extrapolation. Pour la commune, le premier recensement exhaustif entrant dans le cadre du nouveau dispositif a été réalisé en 2006.

En 2022, la commune comptait 671 habitants, en évolution de −1,47 % par rapport à 2016 (Savoie : +3,63 %, France hors Mayotte : +2,11 %).
| 1793 | 1800 | 1806 | 1822 | 1838 | 1848 | 1858 | 1861 | 1866 |
| ---- | ---- | ---- | ---- | ---- | ---- | ---- | ---- | ---- |
| 497  | 471  | 482  | 680  | 770  | 823  | 746  | 711  | 736  |

| 1872 | 1876 | 1881 | 1886 | 1891 | 1896 | 1901 | 1906 | 1911 |
| ---- | ---- | ---- | ---- | ---- | ---- | ---- | ---- | ---- |
| 734  | 695  | 668  | 670  | 633  | 624  | 591  | 555  | 496  |

| 1921 | 1926 | 1931 | 1936 | 1946 | 1954 | 1962 | 1968 | 1975 |
| ---- | ---- | ---- | ---- | ---- | ---- | ---- | ---- | ---- |
| 419  | 450  | 467  | 496  | 456  | 441  | 421  | 366  | 303  |

| 1982 | 1990 | 1999 | 2006 | 2011 | 2016 | 2021 | 2022 | - |
| ---- | ---- | ---- | ---- | ---- | ---- | ---- | ---- | - |
| 346  | 327  | 379  | 471  | 632  | 681  | 681  | 671  | - |

L'évolution du nombre d'habitants est connue à travers les recensements de la population effectués dans la commune depuis 1793. Pour les communes de moins de 10 000 habitants, une enquête de recensement portant sur toute la population est réalisée tous les cinq ans, les populations de référence des années intermédiaires étant quant à elles estimées par interpolation ou extrapolation. Pour la commune, le premier recensement exhaustif entrant dans le cadre du nouveau dispositif a été réalisé en 2006.

En 2022, la commune comptait 671 habitants, en évolution de −1,47 % par rapport à 2016 (Savoie : +3,63 %, France hors Mayotte : +2,11 %).
| 1793 | 1800 | 1806 | 1822 | 1838 | 1848 | 1858 | 1861 | 1866 |
| ---- | ---- | ---- | ---- | ---- | ---- | ---- | ---- | ---- |
| 497  | 471  | 482  | 680  | 770  | 823  | 746  | 711  | 736  |

| 1872 | 1876 | 1881 | 1886 | 1891 | 1896 | 1901 | 1906 | 1911 |
| ---- | ---- | ---- | ---- | ---- | ---- | ---- | ---- | ---- |
| 734  | 695  | 668  | 670  | 633  | 624  | 591  | 555  | 496  |

| 1921 | 1926 | 1931 | 1936 | 1946 | 1954 | 1962 | 1968 | 1975 |
| ---- | ---- | ---- | ---- | ---- | ---- | ---- | ---- | ---- |
| 419  | 450  | 467  | 496  | 456  | 441  | 421  | 366  | 303  |

| 1982 | 1990 | 1999 | 2006 | 2011 | 2016 | 2021 | 2022 | - |
| ---- | ---- | ---- | ---- | ---- | ---- | ---- | ---- | - |
| 346  | 327  | 379  | 471  | 632  | 681  | 681  | 671  | - |

## Culture locale et patrimoine

### Lieux et monuments
- L'église Notre Dame de l'Assomption de Champagneux construite en 1853[21].
- Statue de Jeanne d'Arc construite en 1909.

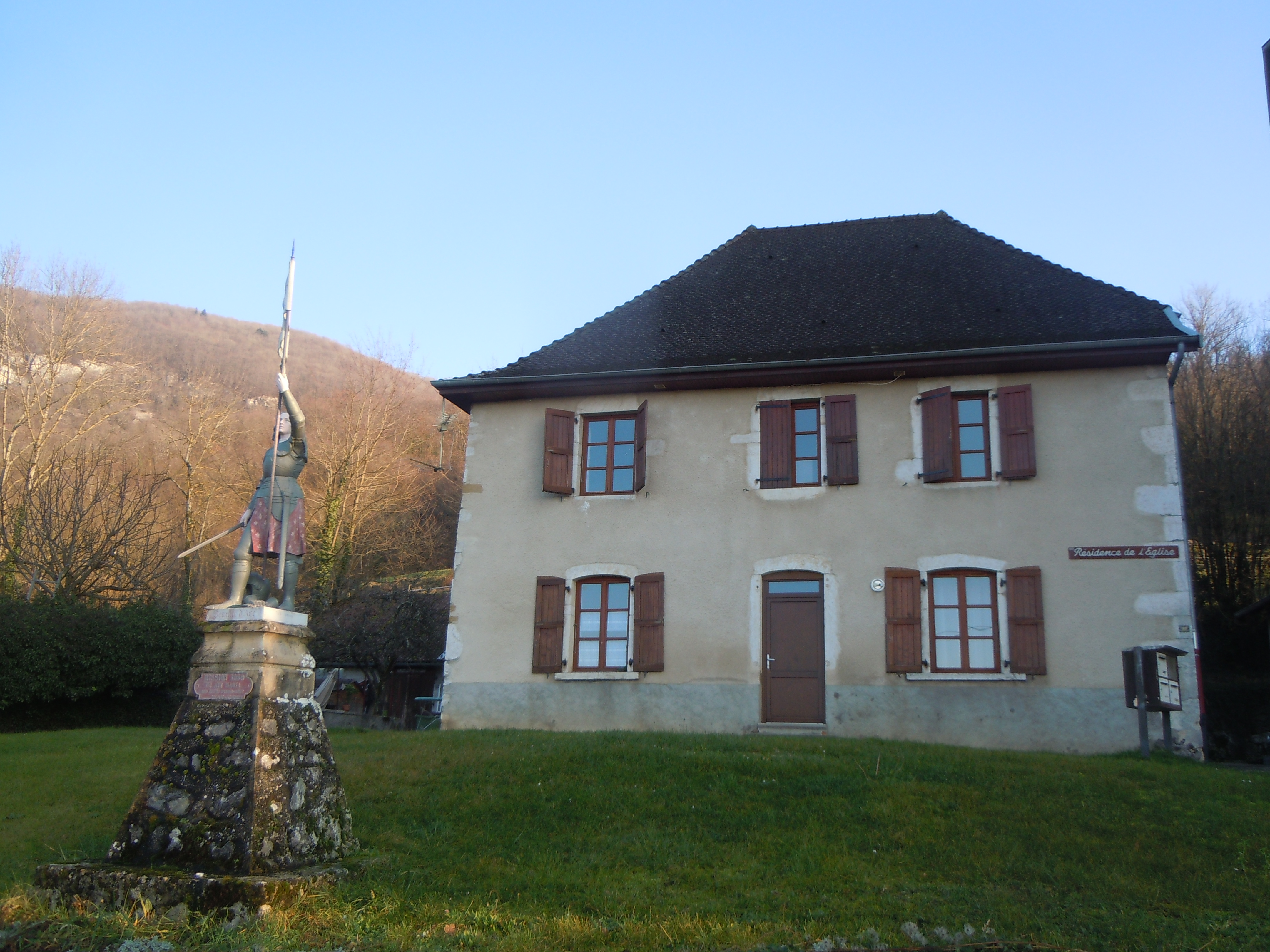
Le presbytère et la statue de Jeanne d'Arc.
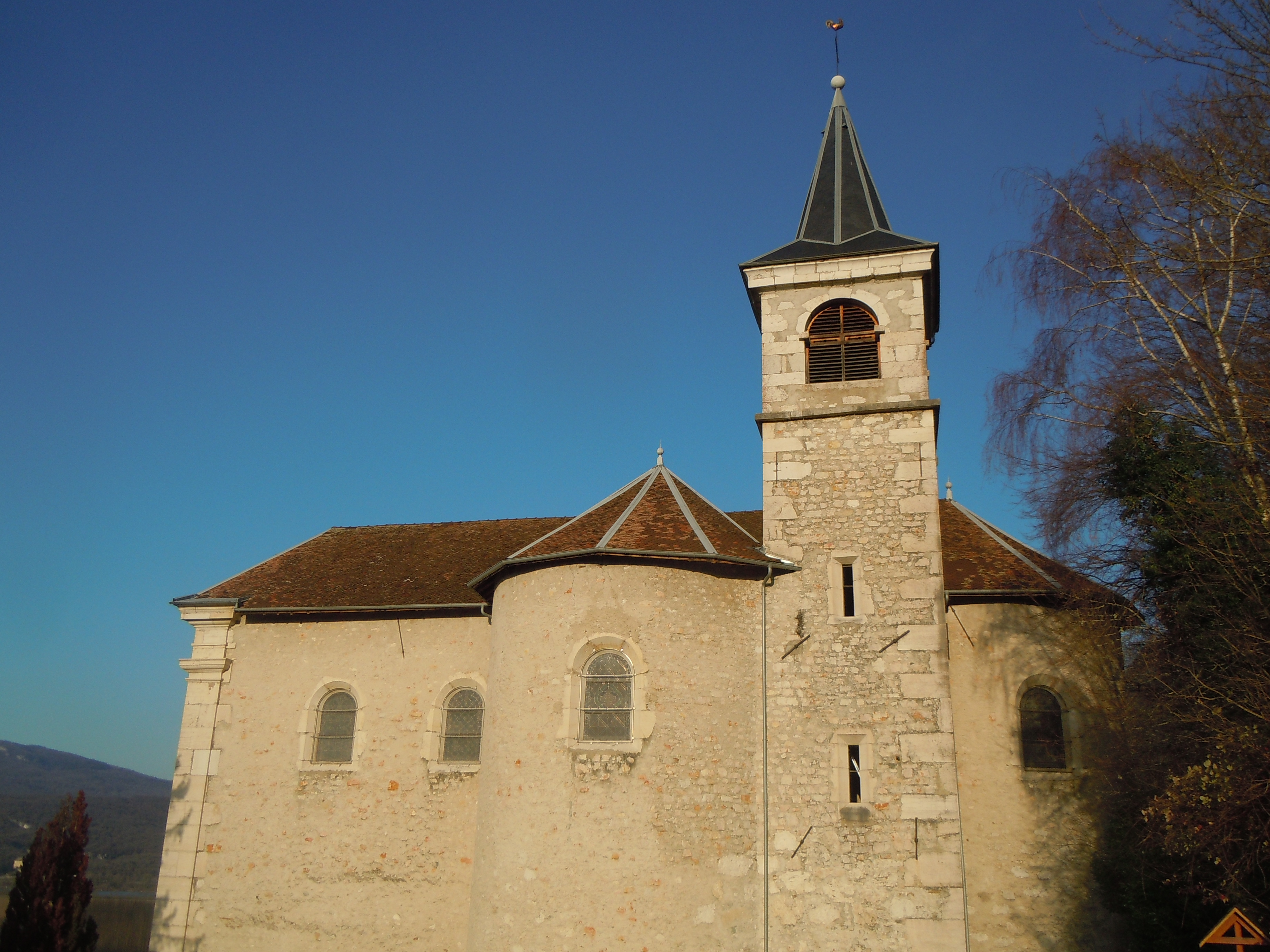
Église Notre Dame de l'Assomption de Champagneux.
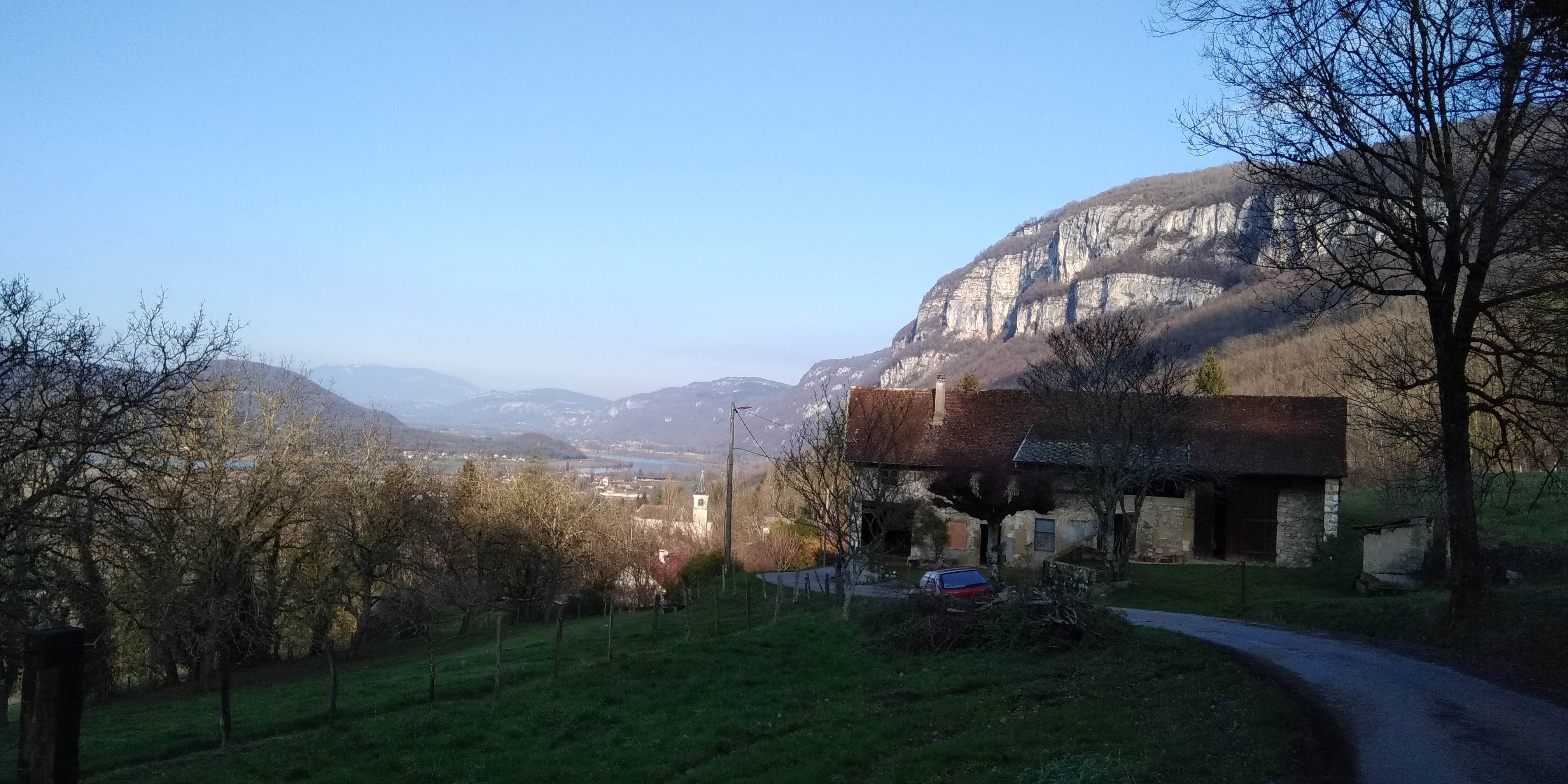
Chemin de la Duisse

### Zones naturelles protégées
La commune compte trois ZNIEFF de type I :
- milieux alluviaux du Rhône du Pont de Groslée à Murs et Gélignieux ;
- pelouses sèches de Grésin ;
- chaîne du mont Tournier et gorges de la Balme.

### Personnalités liées à la commune
- Joseph Rumillet-Charretier, inventeur de la liqueur de Verveine du Velay, emblème gastronomique de la ville du Puy-en-Velay, est né le 3 juillet 1833 à Champagneux.
- Roberto Galletti, ingénieur italien et pionnier de la TSF, installa un puissant émetteur radio transatlantique dans le hameau de Leschaux, en 1913.